# Ficus thonningii
De Ficus thonningii is een soort van de Ficus of moerbeiboom; ze is verwant met de vijgenboom. De boom groeit op een verscheidenheid van bodemgrond, doch nog het meest in droge grond nabij rivieren.

## Verspreiding
De Ficus thonningii is te vinden in Afrika: van Ethiopië in het westen tot de Kaapverdische eilanden in het oosten en tot Zuid-Afrika in het zuiden. In Kenia komt ze frequent voor, zowel in bosrijk gebied als in open vlaktes langsheen rivieren. De Ficus thonningii is de frequentst voorkomende Ficussoort in Kenia.

## Naam
De Ficus thonningii heeft een vijftiental namen in streken in Afrika. Zo is de naam in Swahili Mlandege, in het Maasai Oreteti of Olreteti en bij de Kikuyu nomaden Mugumo. De naam in het Engels is Strangler fig of wurgvijg.
De naamgeving gaat terug tot Carl Ludwig Blume uit Leiden die in 1836 of 1838 de naam gaf. Het probleem met deze naam is dat in de botanische literatuur sindsdien andere soorten onder de naam Ficus thonningii vallen. In 2003 werden soorten afgesplitst van de Ficus thonningii als aparte soorten. Het gaat om de Ficus burkei, Ficus petersii, Ficus persificolia, Ficus psilopoga en Ficus rokko. De verklaring ligt in het feit dat Ficus thonningii een soortencomplex is. 
Het verschil tussen de Ficus thonningii en zijn ‘neef’ de Ficus natalensis is te merken aan de vorm van het blad: deze van de Ficus thonningii zijn kleiner en smaller. In Kenia is de Ficus thonningii te vinden in het binnenland, zoals bijvoorbeeld in de streek van de Mount Kenya, terwijl de Ficus natalensis aan de Keniaanse kust groeit.

## Beschrijving
De Ficus thonningii heeft een hoogte van minstens 20 m. Ze start haar groei doorgaans als epifyt op een andere boom en niet op de grond. Eens groot geworden wurgt ze de gastplant waardoor ze bij definitie op dat moment geen epifyt meer genoemd wordt.
De schors is dun en zacht en gewoonlijk grijsachtig van kleur. Wanneer de schors opengesneden wordt, ontsnapt er een witte latex vloeistof.
De bladeren zijn ovaal van vorm en kunnen tot 12 cm lengte halen. De punt is afgerond. De kleur is groen tenzij van jonge bladeren die een bleek uiterlijk hebben.
De vruchten ervan zijn vijgen. De vijgen komen voor in groepjes aan de basis van de bladstengels. Ze hebben een ronde vorm. De kleur van jonge vijgen is geel; eens rijp hebben ze purperen tot rode kleur. Vijgen zijn rond met een diameter van 1,5 cm. De consistentie is zacht ofwel hard en indrukbaar.

## Gebruik

### Economisch
De bladeren zijn als droog product bruikbaar als veevoeder. Aangezien de boom het hele jaar door bladeren heeft, is er geen stop in de aanvoer. De schors dient als bouwmateriaal en als brandhout. De takken zijn bruikbaar als vezels om manden te vlechten; twijgen zijn eetbaar voor dieren. Het sap dient als lijm, bijvoorbeeld om metalen pijlpunten te kleven. De vijgen zijn eetbaar voor mens en dier. 
In droge gebieden van Afrika is de Ficus thonningii daarom deel van het economisch leven zowel voor landbouwgemeenschappen als voor nomaden.

### Religieus
Verschillende stammen in Kenia vereren de Ficus thonningii als een heilige boom. De Kikuyu brengen een offer aan de godheid Ngai door de opgaande rook van een geroosterd lam te waaieren in de bladeren van de boom. Dit is een offergebed om regen af te smeken.
In 2020 was er ophef in Kenia toen de Nairobi Expressway met vier rijstroken moest aangelegd worden. Dit was een project van de Chinese regering. De autobaan verbindt de Jomo Kenyatta International Airport met het zakendistrict Westlands in Nairobi. De autobaan zou ettelijke Fici thonningii doen sneuvelen. President Uhuru Kenyatta vaardigde een decreet uit dat de Ficus thonningii beschermde als boomsoort.